# Roy Thomas Baker
Roy Thomas Baker, född 10 november 1946 i London, död 12 april 2025 i Lake Havasu City, Arizona, var en brittisk musikproducent.
Baker producerade fem album av rockbandet Queen, bland annat deras stora hitlåt "Bohemian Rhapsody". Han arbetade även med grupper som The Cars, Journey, Foreigner, Gasolin' och The Smashing Pumpkins.

## Diskografi (i urval)
- 1972 - Nazareth: Exercises
- 1973 - Gasolin': Gasolin' 3
- 1973 - Queen: Queen
- 1974 - Queen: Queen II
- 1974 - Man: Rhinos, Winos and Lunatics
- 1974 - Gasolin': Stakkels Jim
- 1974 - Queen: Sheer Heart Attack
- 1975 - Gasolin': Gas 5
- 1975 - Queen: A Night at the Opera
- 1976 - Gasolin': Live sådan
- 1976 - Gasolin': Efter endnu en dag
- 1978 - The Cars: The Cars
- 1978 - Journey: Infinity
- 1978 - Queen: Jazz
- 1979 - Journey: Evolution
- 1979 - Ron Wood: Gimme Some Neck
- 1979 - The Cars: Candy-O
- 1980 - Alice Cooper: Flush the Fashion
- 1980 - The Cars: Panorama
- 1980 - Foreigner: Head Games
- 1981 - The Cars: Shake It Up
- 1982 - Cheap Trick: One on One
- 1982 - Devo: Oh, No! It's Devo
- 1985 - Jon Anderson: 3 Ships
- 1985 - Elliot Easton: Change No Change
- 1985 - Joe Lynn Turner: Rescue You
- 1987 - T'Pau: Bridge of Spies
- 1987 - Slade: You Boyz Make Big Noize
- 1988 - Ozzy Osbourne: No Rest for the Wicked
- 1991 - Dangerous Toys: Hellacious Acres
- 1998 - Local H: Pack Up the Cats
- 2005 - The Darkness: One Way Ticket To Hell ...And Back
- 2007 - The Smashing Pumpkins: Zeitgeist
- 2008 - The Smashing Pumpkins: American Gothic